# Cloche d'Or
Cloche d'Or is een overdekt winkelcentrum in Luxemburg-stad. Het winkelcentrum met 140 winkels werd geopend op 28 mei 2019.

## Wijk
Het winkelcentrum is gelegen in de nieuw ontwikkelde wijk Cloche d'Or. In deze nieuwe wijk, waarvan de plannen dateren van begin jaren 2000, is 55% van de oppervlakte bestemd voor kantoren, en 30% voor wonen. Uiteindelijk moeten er zo'n 25.000 mensen werken en 5.000 mensen wonen.

## Gebouw
De bouwwerkzaamheden voor het winkelcentrum met een oppervlakte van 75.000m², verdeeld over drie etages, startte in 2015 en werden afgerond in 2019. Het biedt ruimte aan onder meer H&M, Sephora, H&M-dochter Arket en een ‘hypermarkt van de toekomst’ met 12.500 m² van Auchan. Daarnaast is er een 'World Foodhall' van 4.000m² met 20 restaurants. Hiermee is het het grootste winkelcentrum van Luxemburg. Het centrum beschikt over 2.850 parkeerplaatsen.